# バスティーリア
バスティーリア（伊: Bastiglia）は、イタリア共和国エミリア＝ロマーニャ州モデナ県にある、人口約4,200人の基礎自治体（コムーネ）。

## 地理

### 位置・広がり

#### 隣接コムーネ
隣接するコムーネは以下の通り。
- ボンポルト
- モーデナ
- ソリエーラ

### 気候分類・地震分類
バスティーリアにおけるイタリアの気候分類 (it) および度日は、zona E, 2247 GGである。
また、イタリアの地震リスク階級 (it) では、zona 3 (sismicità bassa) に分類される。